# 西爾韋斯 (亞馬遜州)
02°50′20″S 58°12′33″W / 2.83889°S 58.20917°W
西爾韋斯（葡萄牙語：Silves）是巴西的城鎮，位於該國北部，由亞馬遜州負責管轄，始建於1660年，面積3,749平方公里，海拔高度68米，2013年人口8,946，人口密度每平方公里2.39人。